# Gare de Gertwiller
Gare de Gertwiller vasútállomás Franciaországban, Gertwiller településen.

## Vasútvonalak
Az állomást az alábbi vasútvonalak érintik:
- Sélestat–Saverne-vasútvonal

## Kapcsolódó állomások
A vasútállomáshoz az alábbi állomások vannak a legközelebb:
- Gare de Barr
- Gare de Goxwiller